# Койн, Питер
Пи́тер Дэ́вид Койн (англ. Peter David Coyne; 13 ноября 1958, Хартлпул) — английский футболист, нападающий. Выступал за клубы «Манчестер Юнайтед», «Аштон Юнайтед», «Кру Александра», «Лос-Анджелес Ацтекс», «Хайд Юнайтед», «Суиндон Таун», «Олдершот», «Коун Дайнемоуз», «Маклсфилд Таун», «Глоссоп Норт Энд», «Рэдклифф Боро» и «Уилмслоу Альбион», а также за школьную сборную Англии по футболу.

## Биография
Воспитанник футбольной академии «Манчестер Юнайтед». В основном составе «Манчестер Юнайтед» дебютировал 21 февраля 1976 года в матче Первого дивизиона против «Астон Виллы», выйдя на замену Стюарту Пирсону. 24 апреля 1976 года в матче Первого дивизиона против «Лестер Сити» забил свой первый и единственный гол за «Манчестер Юнайтед». Больше в основном составе «Юнайтед» не появлялся, и в марте 1977 года его контракт с клубом был аннулирован.
В 1977 году короткое время играл за «Аштон Юнайтед» в Лиге Чешира, но в том же году перешёл в клуб Четвёртого дивизиона Футбольной лиги «Кру Александра». Его дебют за «Кру» состоялся 20 августа 1977 года в матче против «Борнмута» на «Грести Роуд». Спустя две недели, 3 сентября 1977 года, Койн забил два гола в матче против «Брентфорда». Всего в сезоне 1977/78 он забил 16 голов, став лучшим бомбардиром «Кру Александра». В 1978 году короткое время выступал за «Лос-Анджелес Ацтекс» на правах аренды, где сыграл с легендарным игроком Джорджем Бестом. Вернувшись в Англию, в сезоне 1978/79 Койн вновь стал лучшим бомбардиром клуба, на этот раз с 18 забитыми мячами, а его команда заняла последнее место в Четвёртом дивизионе. В сезоне 1979/80 «Кру» занял в лиге 23-е место, но Койн забил только 2 гола. В своём последнем сезоне за «Кру Александра» (1980/81) Койн забил 12 голов, включая «покер» в игре против «Херефорд Юнайтед» 7 октября 1980 года. По окончании сезона перешёл в клуб Лиги Чешира «Хайд Юнайтед», за который выступал до 1984 года (сначала в Лиге Чешира, а с 1982 года — в Северной Премьер-лиге).
23 августа 1984 года Койн перешёл в клуб Четвёртого дивизиона «Суиндон Таун». В сезоне 1984/85 забил 15 голов, заняв второе место в списке лучших бомбардиров команды. В сезоне 1985/86 забил 14 голов (включая хет-трик в домашнем матче против «Нортгемптон Таун») и выиграл Четвёртый дивизион. Победный гол Койна в матче финального тура против «Кру Александра» обеспечил «Суиндону» победу в дивизионе с рекордным показателем в 102 набранных очка.
В сезоне 1986/87 помог «Суиндону» занять третье место в Третьем дивизионе, выиграть плей-офф и по его итогам выйти во Второй дивизион.
В сезоне 1987/88 Койн редко попадал в основной состав «Суиндона» во Втором дивизионе. Свой последний матч за клуб он провёл 3 сентября 1988 года: это была выездная игра против «Вест Бромвич Альбион» в сезоне 1988/89.
В августе 1989 года Койн отправился в аренду в клуб «Олдершот», за который провёл 5 матчей. В июне 1990 года покинул «Суиндон Таун» в качестве свободного агента.
В дальнейшем выступал за клубы «Коун Дайнемоуз», «Маклсфилд Таун», «Глоссоп Норт Энд», «Рэдклифф Боро» и «Уилмслоу Альбион».
После завершения карьеры игрока Койн работал тренером по футболу в начальных школах. Также работал в Манчестерском аэропорту.